# Kazimierz Wilk
Kazimierz Czesław Wilk (ur. 28 lutego 1957 w Olkuszu) – polski polityk, działacz związkowy, poseł na Sejm I i II kadencji.

## Życiorys
Ukończył w 1978 policealne studium zawodowe. Pracował w górnictwie. W 1991 uzyskał po raz pierwszy mandat poselski z ramienia Polskiego Związku Zachodniego (organizacji funkcjonującej jako partia polityczna satelicka wobec Konfederacji Polski Niepodległej). W 1993 skutecznie ubiegał się o reelekcję z listy KPN. Partię tę opuścił w połowie lat 90., przechodząc do utworzonej przez Adama Słomkę KPN-OP. W Sejmie II kadencji zasiadał w Federacyjnym Klubie Parlamentarnym na rzecz Akcji Wyborczej Solidarność. W 1997 z listy AWS, a cztery lata później z ramienia Alternatywy bez powodzenia kandydował do parlamentu. W wyborach samorządowych w 1998 bezskutecznie ubiegał się o mandat radnego sejmiku śląskiego z listy komitetu Ruch Patriotyczny Ojczyzna. 
Kierował PZZ, a od końca lat 90. Związkiem Zawodowym „Kontra”. W dalszym ciągu zasiada we władzach tego związku. W 2009 został pełnomocnikiem partii Naprzód Polsko w województwie śląskim. Potem znalazł się na liście kandydatów komitetu Libertas do Parlamentu Europejskiego, jednak zrezygnował ze startu. W 2019 wystartował do Sejmu z listy Prawa i Sprawiedliwości w okręgu sosnowieckim.

## Odznaczenia
W 2017 prezydent Andrzej Duda nadał mu Krzyż Wolności i Solidarności, a w 2019 Krzyż Kawalerski Orderu Odrodzenia Polski.